# Keresan
Keresan är ett puebloindianskt folk i sydvästra USA, de talar olika dialekter av keresan, ett isolatspråk.
Keresan bor i sju pueblos:
- Acoma Pueblo
- Cochiti Pueblo
- Laguna Pueblo
- San Felipe Pueblo
- Santa Ana Pueblo
- Santo Domingo Pueblo
- Zia Pueblo